# 14834 Isaev
14834 Isaev eller 1987 SR17 är en asteroid i huvudbältet som upptäcktes den 17 september 1987 av den ryska astronomen Ljudmila Tjernych vid Krims astrofysiska observatorium på Krim. Den är uppkallad efter Aleksej Mikhajlovich Isaev.